# Vol à la tire
Pour l’article homonyme, voir Vol à la tire (film).
« Pickpocket » redirige ici. Pour les autres significations, voir Pickpocket (film) et Le Pickpocket.

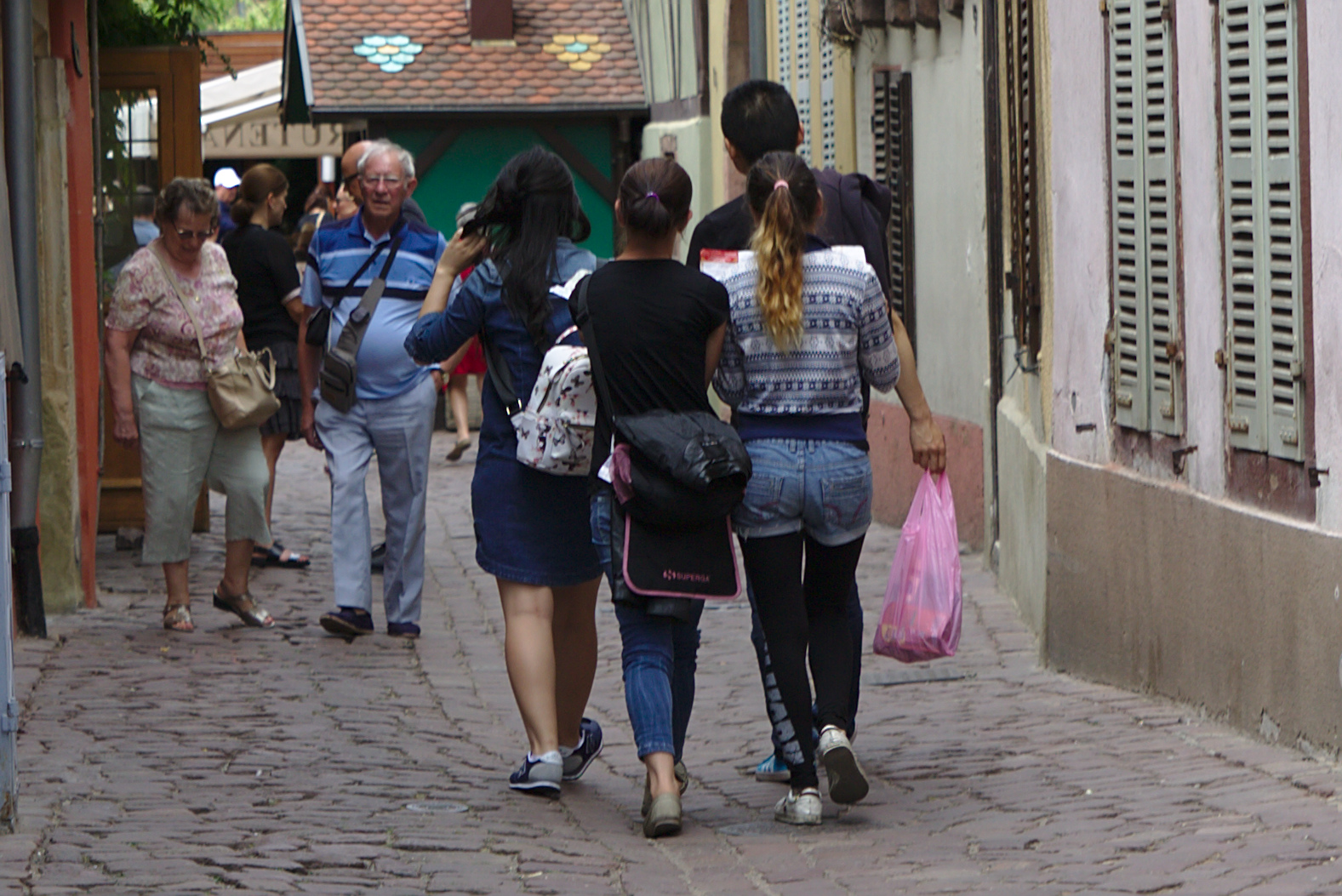
Deux pickpockets en train d'ouvrir le sac à dos d'une touriste.

Le vol à la tire ou vol par pickpockets est une forme de vol qui consiste à subtiliser des objets que la victime porte sur elle, notamment dans ses poches, sans éveiller l'attention de cette victime. La pratique du vol à la tire exige une certaine dextérité. Pour se faciliter la tâche, le voleur peut profiter de la confusion qui naît dans les foules et les lieux publics ou attirer l'attention de la victime sur autre chose grâce à une diversion, par exemple, une bousculade, qui peut être provoquée par un complice.
Le vol à l'esbrouffe est un vol à la tire accompagné de légères violences (bousculade, projection d'un liquide dans les yeux).

## Histoire
Autrefois, l’usage de poches cousues à un vêtement était rare et les pièces de monnaie du passant ou du voyageur étaient regroupées dans une sorte de petit sac, appelé bourse, fermé par un cordon ou une fine lanière de cuir. Cette bourse était fixée le plus souvent à la ceinture. Les voleurs à la tire de l’époque étaient dénommés « coupe-bourse ».
Le vol à la tire est également pratiqué comme un spectacle, par des prestidigitateurs sur des spectateurs.

## Types de vol à la tire
Le vol à la tire sont souvent basés sur la distraction de la victime, par exemple grâce à un complice faisant diversion.
- Le bloqueur : des complices bloquent les victimes, par exemple à la sortie d'un escalator ou dans la rue[3].
- Le faux gentil à la fleur : les auteurs saluent amicalement la victime ou lui offrent une fleur[3].
- Le cogneur de vitre : un complice frappe à la vitre du train pendant que le deuxième vole la victime distraite[3].
- Le salisseur : les auteurs salissent « accidentellement » la victime puis nettoient la tache[3].
- Le collisionneur ou vol à la rencontre : le premier complice heurte un passant, le vole, et remet son butin au second. De cette manière, si le premier est suspecté, il ne risque pas d'être démasqué par une fouille[3],[4].
- Le faux touriste : les auteurs demandent leur chemin en montrant une carte. Il profitent du fait que la victime saisit la carte à deux mains. Il peuvent également voler des objets de valeurs posés sur une table en reprenant la carte[3],[5].

## Vocabulaire
En français, le vocabulaire utilisé par les voleurs à la tire est très varié : la tire qualifie le vol commis par le pickpocket et le tireur le pickpocket lui-même ; enfin, fabriquer ou travailler désignent pour le pickpocket la réalisation effective du vol, et lever signifie repérer sa proie.
Dans une équipe de pickpockets, celui qui effectue le vol lui-même se nomme chef de brigade, premier tireur ou capitaine d'équipe. Le barreur sélectionne le client et le désigne à l'équipe par un geste secret, avant d'aller se poster plus loin, à l'observe, au guet ou au pet. Le bloqueur prend alors le relai et se charge de ralentir le client dans son déplacement,. Puis, le bouclier se charge de le bloquer avant de se perdre dans la foule à l'arrivée du chef. Enfin, un caleur peut éventuellement être chargé de toucher la victime, de la bousculer légèrement ou de se presser contre elle pour la rendre moins sensibles aux attouchements.
Les techniques de vol sont appelées pince (index et majeur tendus et croisés) ou fourche (l'annulaire est ajouté au contact de l'index).

## Dans l'art et la culture

### Dans la peinture

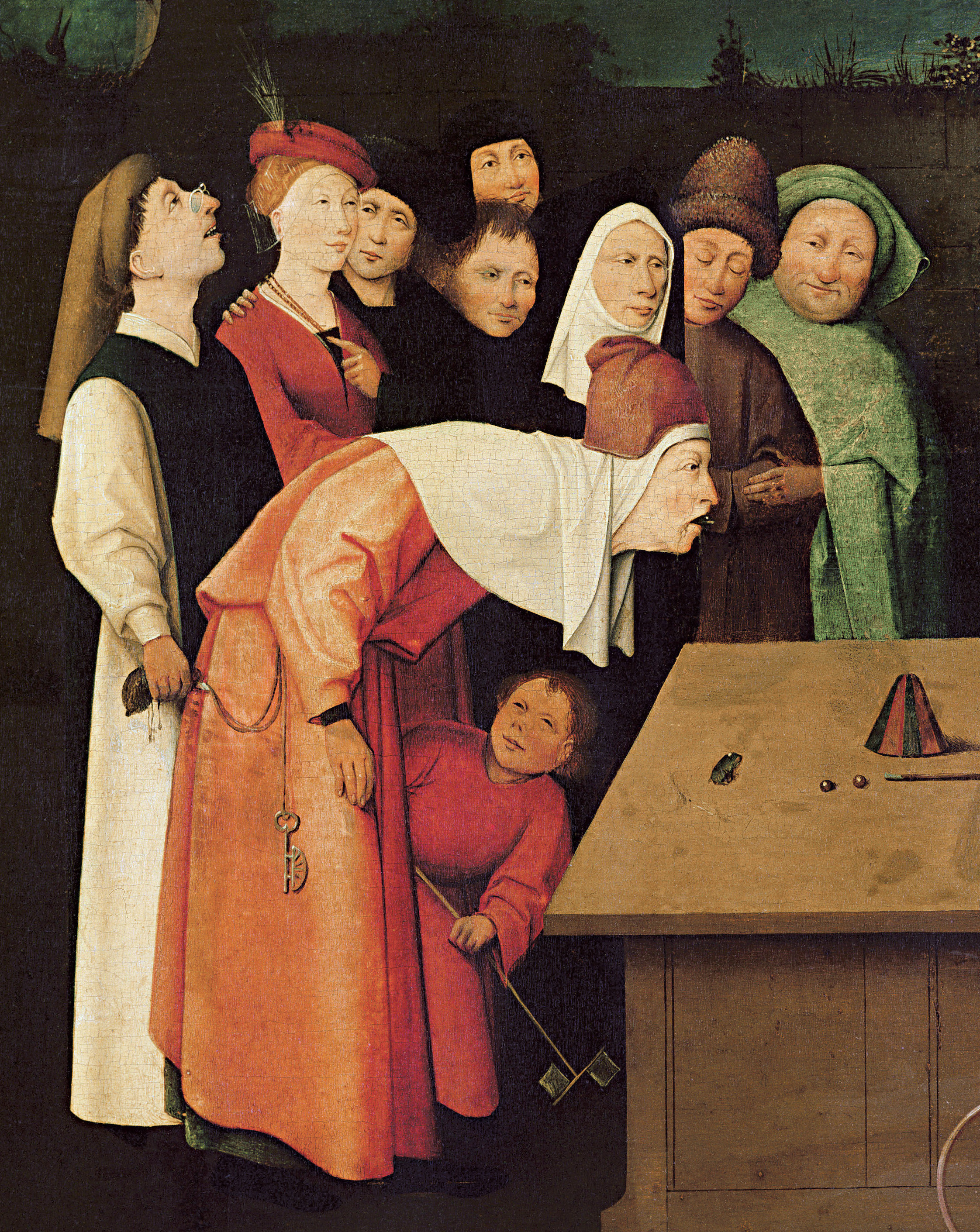
Détail de L'Escamoteur, de Jérôme Bosch.

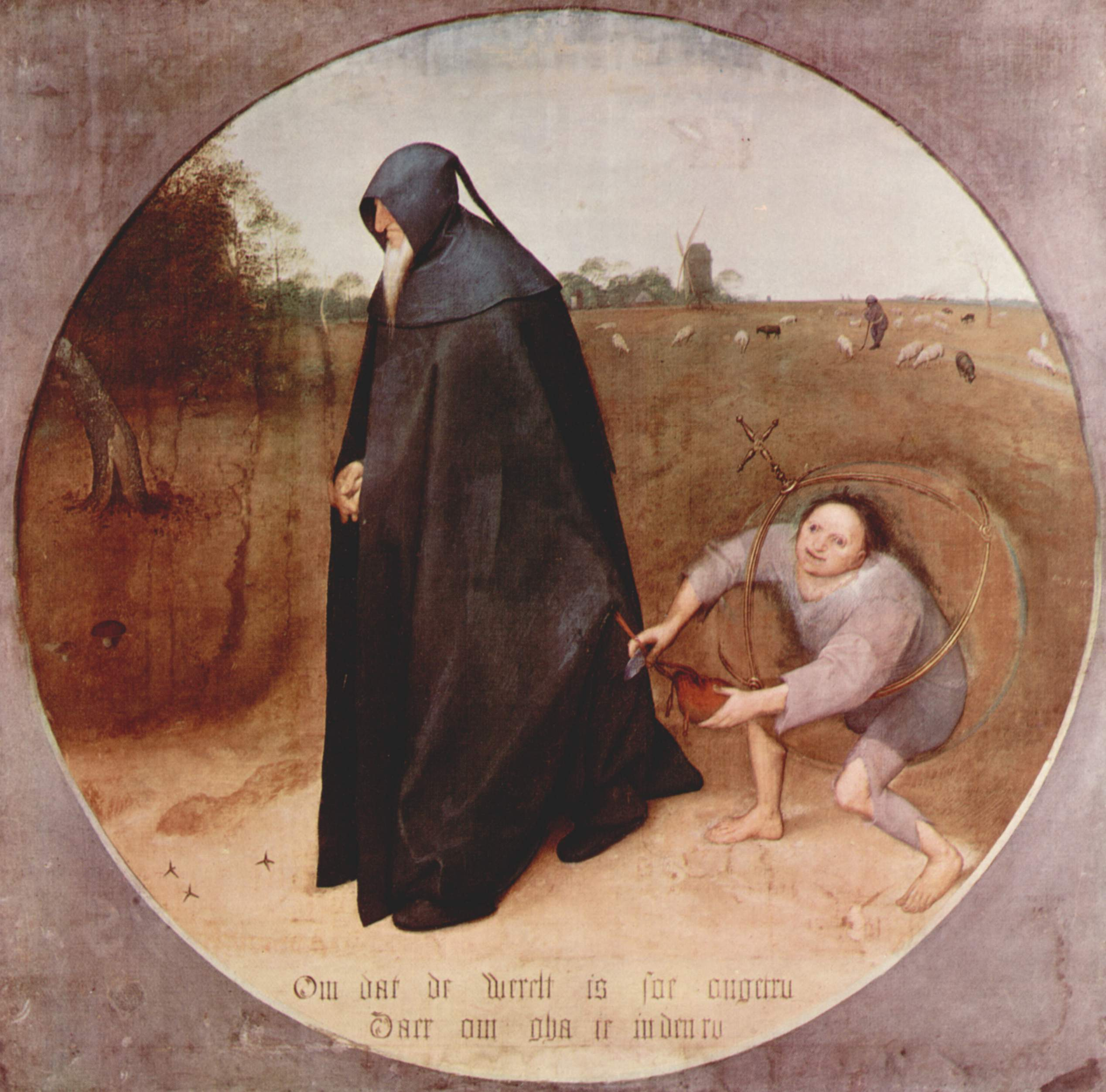
Le Misanthrope de Pieter Brueghel l'Ancien.

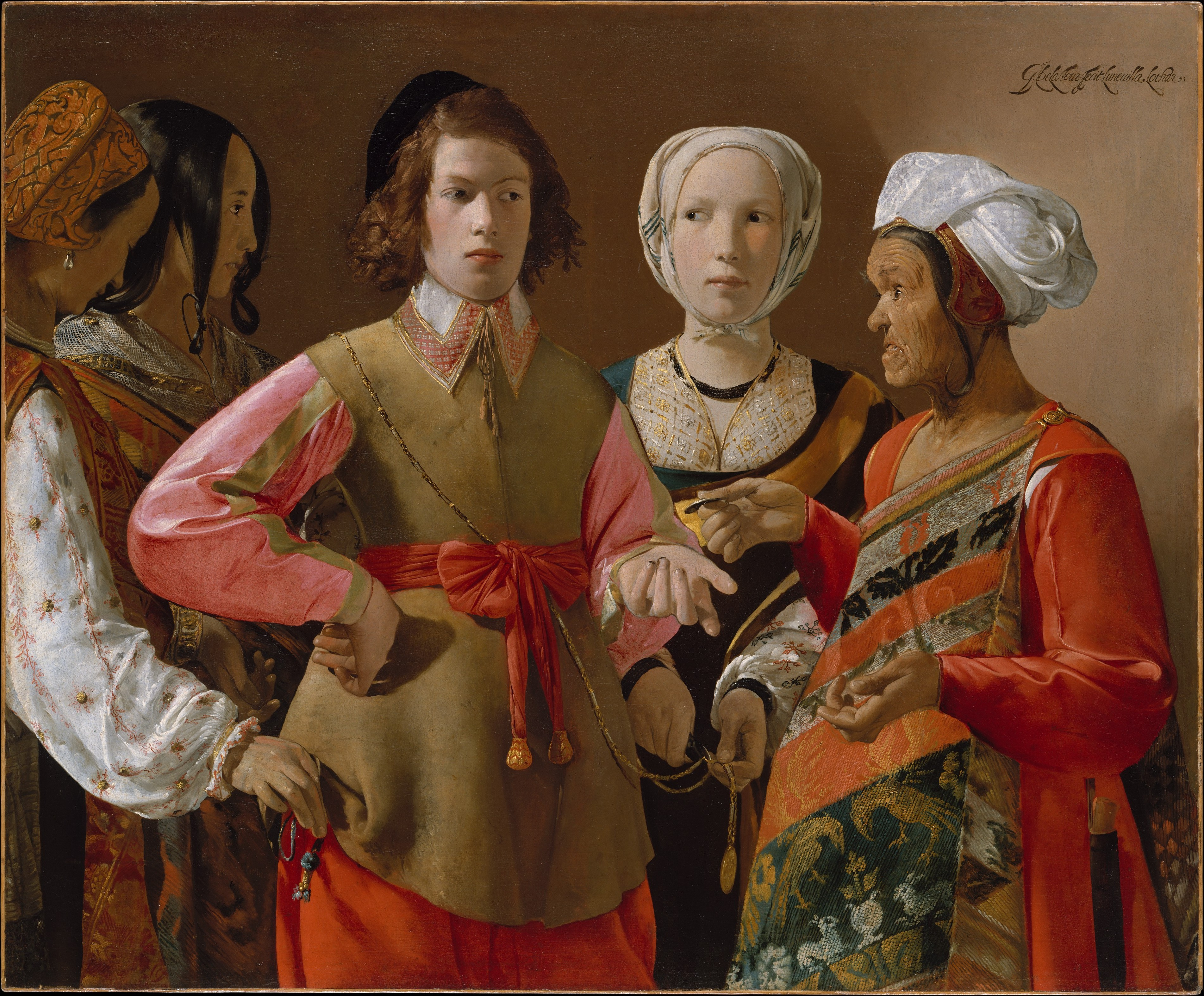
La Diseuse de bonne aventure de Georges de La Tour.

Vers 1475-1505, L'Escamoteur, attribué à Jérôme Bosch, représente un petit groupe de badauds, dont l'un, hypnotisé par les tours de passe-passe réalisés sur la table devant eux, est en train de se faire détrousser par quelqu'un derrière lui.
De 1568, Le Misanthrope de Pieter Brueghel l'Ancien.
Entre 1632 et 1635, La Diseuse de bonne aventure de Georges de La Tour représente un jeune homme détroussé alors qu'il est sollicité par une diseuse de bonne aventure.
En 1733, William Hogarth peint Southwark Fair, une huile sur toile dans laquelle il est possible d'apercevoir un pickpocket volant un homme, aidé par la foule qui se presse.

### Dans la littérature
- Colonel Jack, héros de Colonel Jack de Daniel Defoe.
- Le Renard, surnom de Jack Dawkins, personnage d'Oliver Twist de Charles Dickens.
- La nouvelle de Stefan Zweig Révélation inattendue d'un métier porte sur cette "profession".
- La série policière des aventures d'Arsène Lupin
- Langelot pickpocket, roman pour la jeunesse du Lieutenant X
- Le Bal des voleurs, pièce de théâtre de Jean Anouilh

### Au cinéma
- Le Port de la drogue (Pickup on South Street), film américain de Samuel Fuller, sorti en 1953. Dans un métro bondé, un pickpocket (Richard Widmark) dérobe un portefeuille dans le sac d'une jeune et jolie femme. Il rentre ainsi en possession d'un microfilm, butin inhabituel.
- Pickpocket, film français de Robert Bresson, sorti en 1959.
- Les adaptations cinématographiques du roman Oliver Twist, notamment Oliver Twist, film britannique réalisé par David Lean en 1948 et Oliver !, film musical britannique réalisé par Carol Reed en 1968.
- Max, der Taschendieb, film allemand de Imo Moszkowicz (de), sorti en 1962.
- Xiao Wu, artisan pickpocket, film chinois de Jia Zhangke, sorti en 1997.
- Sparrow, film hongkongais de Johnnie To, sorti en 2008.
- Les adaptations cinématographiques des romans et nouvelles de la série Arsène Lupin, notamment Les Aventures d'Arsène Lupin, film français réalisée par Jacques Becker, sorti en 1957.

### Dans la chanson
- Pickpocket, de Thomas Fersen, parue sur l'album Le jour du poisson, 1997[9], dont le texte commence ainsi :

« Dans votre dos,
Sans les courbettes,
Je fais ma cueillette.
Dans votre dos,
Pour être honnête,
Je suis pickpocket.
Quand le métro,
Dans un cahot,
L'un contre l'autre nous jette,
Sous votre nez,
J'prends la monnaie
Avec mes pincettes. »

### Dans la bande dessinée
- Le Secret de La Licorne, album de Tintin, dans lequel le héros est notamment confronté à un pickpocket, Aristide Filoselle.

### À la télévision
- Le personnage de David « Tweener » Apolskis dans la série télévisée américaine Prison Break, en 2005
- Le personnage Patrick Jane dans la série télévisée américaine Mentalist
- La plupart des membres de l'équipe des Arnaqueurs VIP, bien que cette méthode soit plus ou moins un moyen et non une fin.
- De même, les membres de l'équipe de Leverage, en particulier Parker, voleuse de profession.
- La série télévisée Arsène Lupin, en 26 épisodes de 55 minutes, diffusée de 1971 à 1974, avec Georges Descrières dans le rôle titre.